# Кульон гудзонський
Кульо́н гудзонський (Numenius hudsonicus) — вид сивкоподібних птахів родини баранцевих (Scolopacidae).

## Поширення
Птах гніздиться у тундрі на півночі Північної Америки. На зимівлю мігрує до Центральної та Південної Америки.

## Опис
Це досить великий кулик. Його довжина 37–47 см, розмах крил 75–90 см, а вага 270—493 г. Він сірувато-коричневий. Дзьоб довгий, вигнутий із заломом, а не плавним вигином.

## Спосіб життя
Харчується, досліджуючи м'який мул у пошуках дрібних безхребетних, а також збираючи дрібних крабів і подібну здобич з поверхні. До міграції ягоди стають важливою частиною їх раціону. Гніздо має вигляд ямки в землі в тундрі або арктичних болотах. Відкладається від трьох до п'яти яєць. Дорослі особини дуже захищають територію гніздування і навіть нападають на людей, які підходять занадто близько.

## Підвиди
- Numenius hudsonicus rufiventris Vigors, 1829, на Алясці та північно-західній Канаді.
- Numenius hudsonicus hudsonicus Latham, 1790, в районі Гудзонової затоки на північному сході Канади.